# Mizuki Kawashita
Mizuki Kawashita (Shizuoka, 30 agosto 1971) è una fumettista giapponese.
La sua prima pubblicazione è stata Innocent, un dōjinshi pubblicato nel 1993.
Tra i suoi lavori più celebri spiccano  Lilim Kiss (due volumi), 100% fragola, e BOYS in cui si è firmata sotto lo pseudonimo di Mikan Momokuri (桃栗 みかん?, Momokuri Mikan).
L'ultimo suo lavoro è stato G-Maru Edition. Nel 2013 si cimenta nella serializzazione del suo ultimo manga: Te to Kuchi.

## Opere
Come Mizuki Kawashita:
- Anedoki
- First Love Limited.
- 100% fragola
- Koorihime Kitan
- Lilim Kiss
- Tone
- Natsuiro Graffiti
- G-Maru Edition
- Te to Kuchi

Come Mikan Momokuri:
- Akane-chan Overdrive
- Kaede Typhoon
- Sora no Seibun
  - BOYS – Koukou Danshi.